# Masters Doubles WCT 1979
Il Masters Doubles WCT 1979 è stato un torneo di tennis giocato sul sintetico indoor. È stata la 7ª edizione del Masters Doubles WCT, che fa parte del Colgate-Palmolive Grand Prix 1979. Il torneo si è giocato a New York negli Stati Uniti, dal 3 al 7 gennaio 1979.

## Campioni

### Doppio maschile
Peter Fleming /  John McEnroe hanno battuto in finale  Ilie Năstase /  Sherwood Stewart con il punteggio di 3–6, 6–2, 6–3, 6–1